# Euphorbia geroldii
Euphorbia geroldii är en törelväxtart som beskrevs av Werner Rauh. Euphorbia geroldii ingår i släktet törlar, och familjen törelväxter. IUCN kategoriserar arten globalt som akut hotad. Inga underarter finns listade i Catalogue of Life.

## Bildgalleri

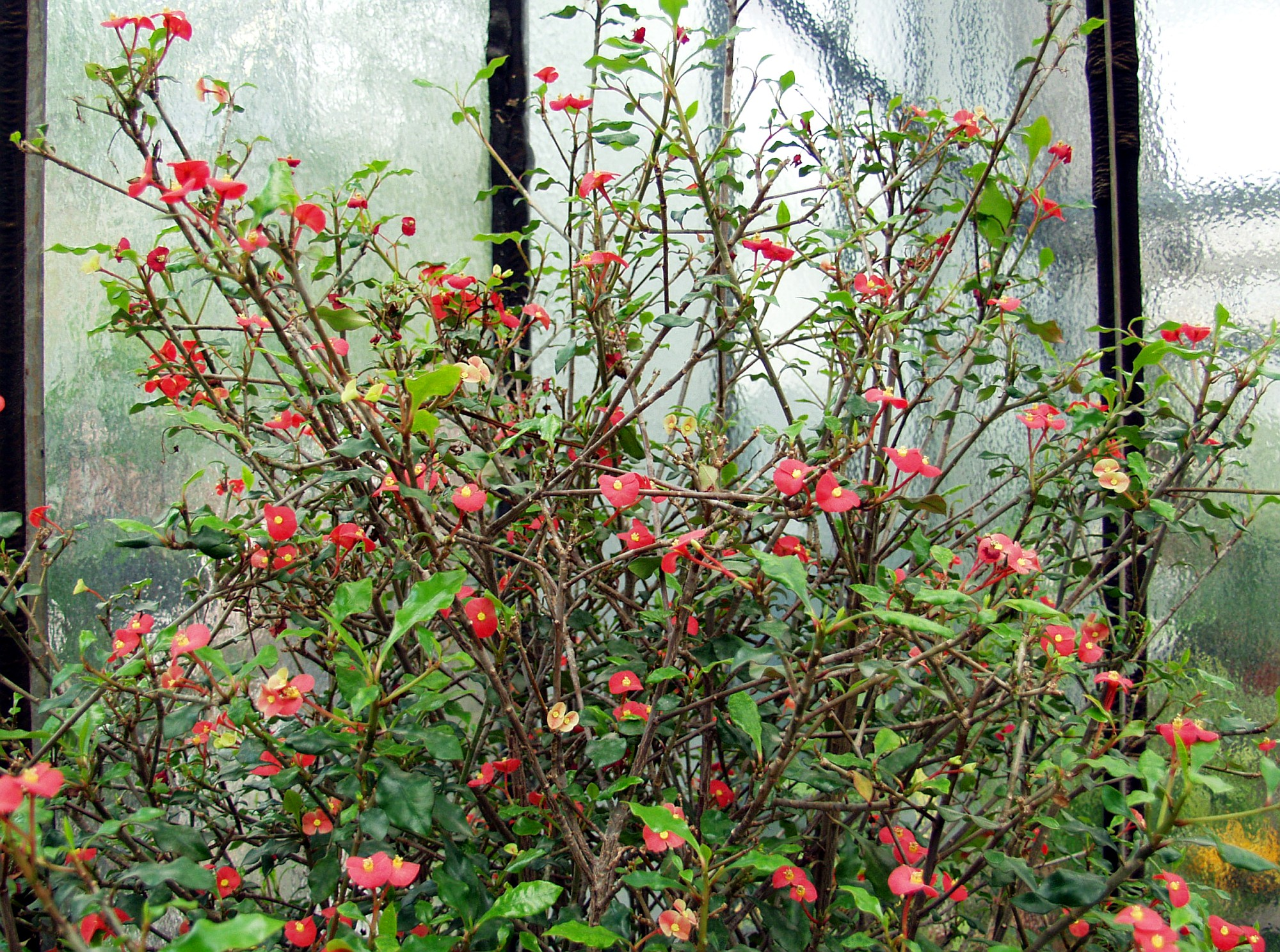
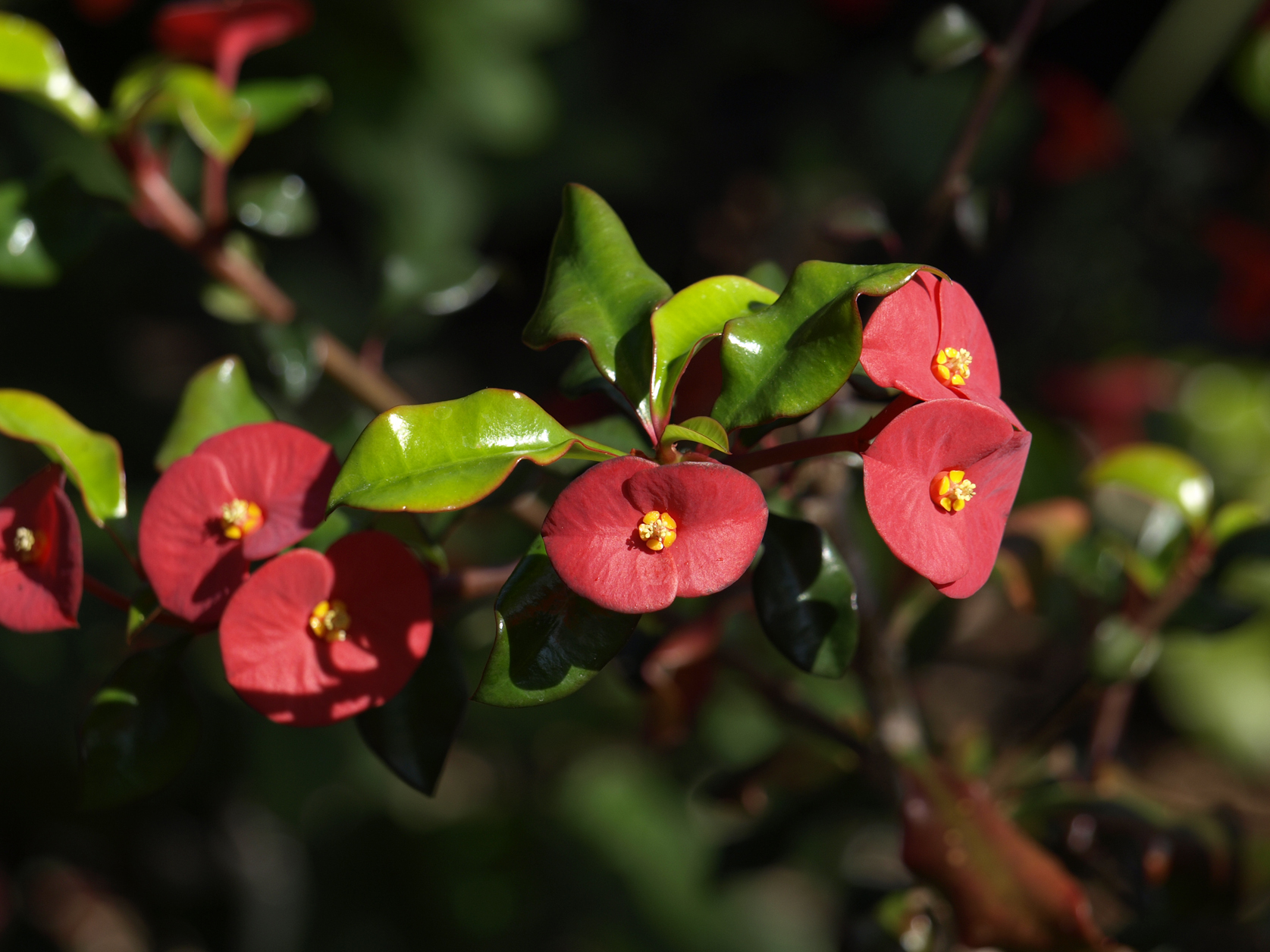
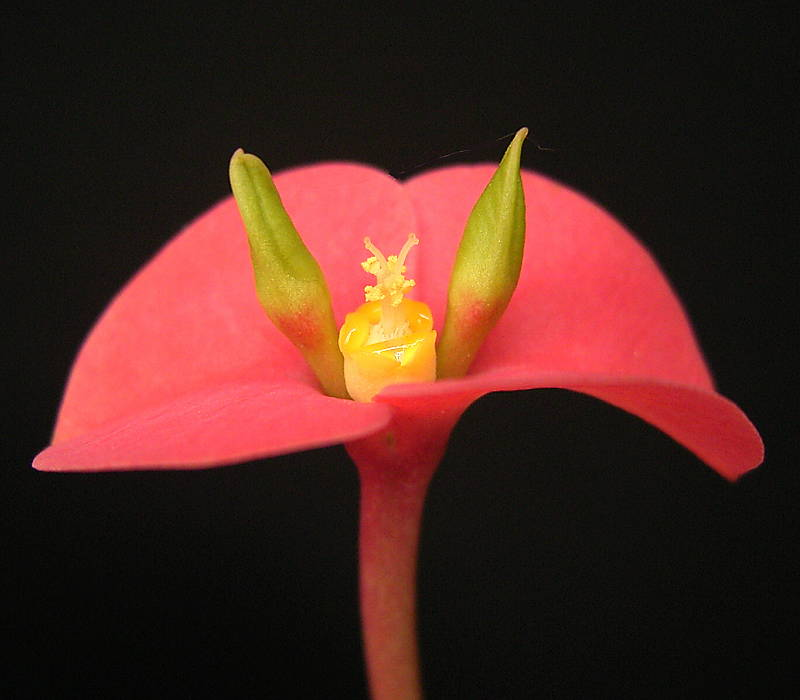
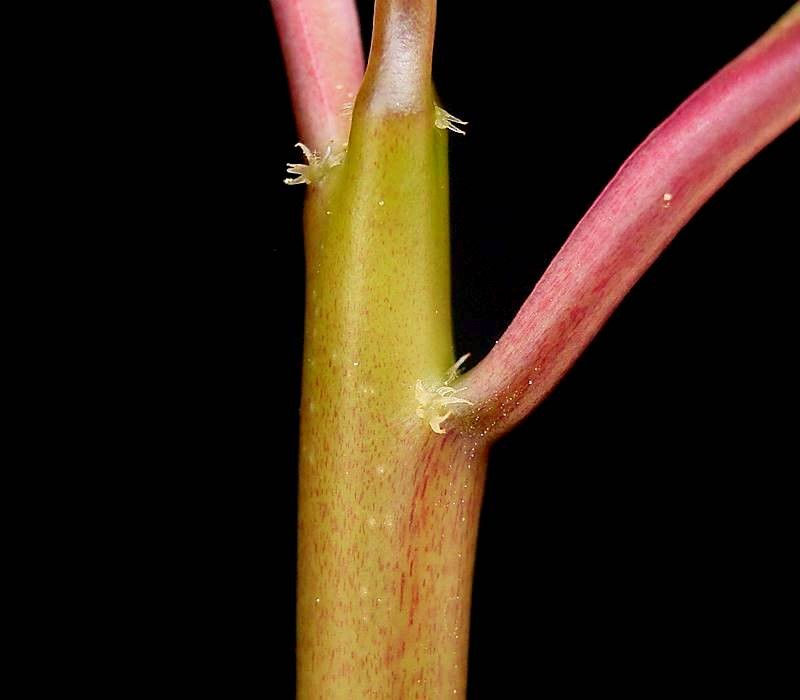
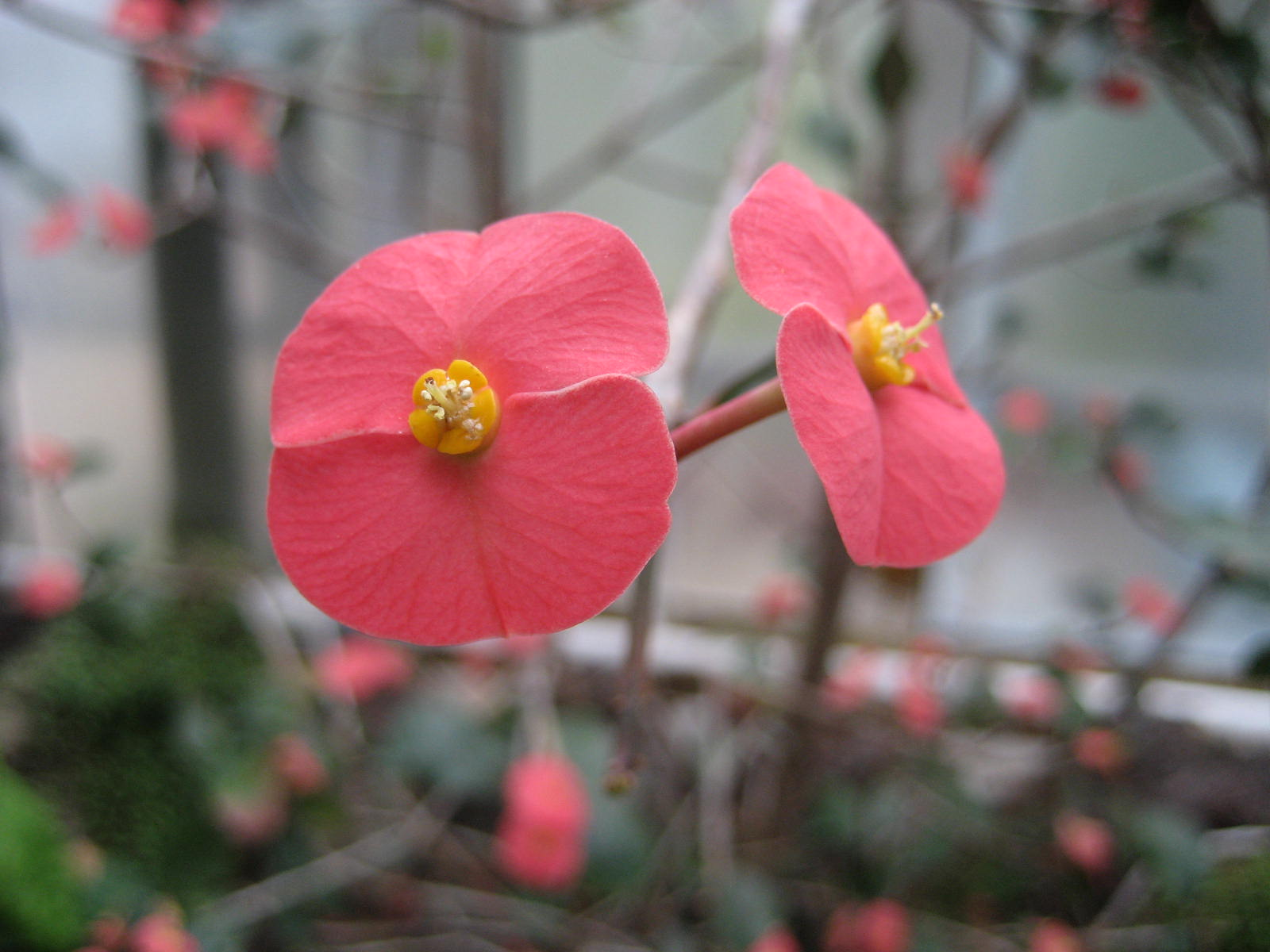